# Tanytarsus ginzankeleus
Tanytarsus ginzankeleus är en tvåvingeart som beskrevs av Sasa och Suzuki 2001. Tanytarsus ginzankeleus ingår i släktet Tanytarsus och familjen fjädermyggor. Inga underarter finns listade i Catalogue of Life.